# ArtThrob
ArtThrob, con il sottotitolo Arte contemporanea in Sudafrica (Contemporary Art in South Africa), è una rivista online con sede a Città del Capo specializzata nel documentare la produzione culturale contemporanea del Sudafrica.
Il sito di ArtThrob viene creato online ad agosto del 1997 dall'artista e curatrice Sue Williamson. Inizialmente il sito è un blog personale, ma nel tempo diventa una vera e propria rivista online. La pubblicazione cresce tanto da diventare un punto di riferimento nazionale e internazionale: nel 2000 il curatore Pat Binder espone all'interno della mostra Woven Maze presso l'Univerisità di Hannover il sito Artthob in qualità di opera d'arte; nel 1999 è nominata per il premio delle Nazioni Unite come miglior sito; è finalista per tre volte del premio Ars & Culture Trust Awards. 
Nel 2001 Sue Williamson dà la direzione della rivista a Sophie Perryer (che lascia poi "Artthrob" per fondare la rivista "Art South Africa"), nel 2002 a Sean O'Tool e nel 2004 a Andrew Lamprecht.
Secondo Cédric Vincent e Thomas Boutoux, nata poco tempo prima della seconda Biennale di Johannesburg, la rivista è riuscita ad approfittare dell'interesse e dei dibattiti che la manifestazione ha suscitato. Sempre secondo gli autori, la rivista è riuscita a formare una generazione di critici d'arte sudafricani.
Collaborano con Artthrob critici, curatori e artisti sudafricani e internazionali, tra i quali Sean O'Toole, Ruth Sacks.
A partire dal 2004 la rivista vende online delle edizioni limitate di opere di artisti sudafricani, tra i quali David Goldblatt, Zwelethu Mthethwa, Tracey Rose.